# Dendrophilus tubercularis
Dendrophilus tubercularis är en skalbaggsart som beskrevs av Tomas Lackner 2005. Dendrophilus tubercularis ingår i släktet Dendrophilus och familjen stumpbaggar. Inga underarter finns listade i Catalogue of Life.